# Bellinzago Novarese
Bellinzago Novarese est une commune italienne de la province de Novare dans la région du Piémont en Italie.

## Géographie
Bellinzago Novarese est à environ 9 km de Novare, à 55 km de Milan, à 110 km de Turin et à 18 km de l'aéroport de Milan Malpensa. Elle est également 20 km du lac Majeur et 35 du lac d'Orta.
La ville se compose d'une agglomération principale et deux fraziones: Badia di Dulzago et Cavagliano. Elle fait partie, avec d'autres 11 municipalités, du parc naturel de la vallée du Tessin.

## Administration
| Période                                  | Période | Identité          | Étiquette     | Qualité |
| ---------------------------------------- | ------- | ----------------- | ------------- | ------- |
| 2014                                     | 2019    | Giovanni Delconti | Liste civique |         |
| Les données manquantes sont à compléter. |         |                   |               |         |

### Frazione
Badia di Dulzago, Cavagliano

### Communes limitrophes
Caltignaga, Cameri, Lonate Pozzolo, Momo, Nosate, Oleggio

## Lieux et monuments

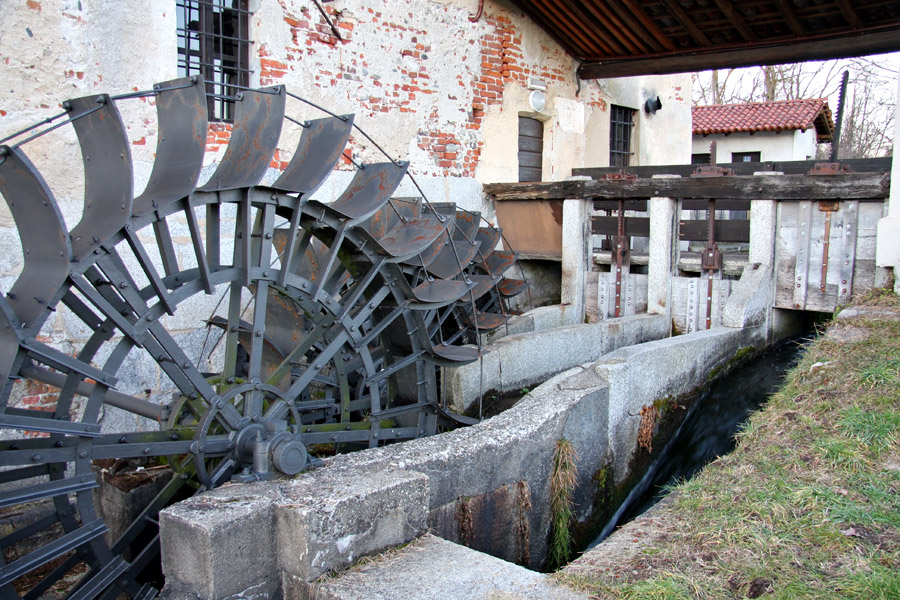
Le vieux moulin

L'église paroissiale San Clemente a été conçue par l'architecte Alessandro Antonelli, ainsi que le jardin d'enfants "DeMedici". Il existe aussi de nombreuses autres églises comme celles de Regina Pacis, Sainte-Anne, Sainte-Marie, Saint Rocco, Marie Auxiliatrice, Saint-Jean, Notre-Dame des Neiges, Notre-Dame de Pompéi et l'église dédiée à saint Jean Bosco.
Sur la rive ouest du Tessin, se trouve le vieux moulin, le seul encore en fonctionnement parmi ceux construits dans la vallée. Dans les années 1980, le moulin a été acquis et restauré par le parc naturel et est devenu un important centre régional pour l'éducation environnementale.
Bellinzago Novarese est le siège du 1er Régiment "Nizza Cavalleria".